# Перрі (округ, Міссісіпі)
Шаблон:StateAbbr_ 31°10′ пн. ш. 88°59′ зх. д. / 31.17° пн. ш. 88.99° зх. д.
Округ Перрі (англ. Perry County) — округ (графство) у штаті Міссісіпі, США. Ідентифікатор округу 28111.

## Демографія
За даними перепису 
2000 року 
загальне населення округу становило 12138 осіб, усе сільське.
Серед мешканців округу чоловіків було 5931, а жінок — 6207. В окрузі було 4420 домогосподарств, 3333 родин, які мешкали в 5107 будинках.
Середній розмір родини становив 3,18.
Віковий розподіл населення поданий у таблиці:
| Стать    | До 15 років | 15-21 | 22-29 | 30-39 | 40-49 | 50-65 | 65-85 | Понад 85 |
| -------- | ----------- | ----- | ----- | ----- | ----- | ----- | ----- | -------- |
| Чоловіки | 1476        | 698   | 603   | 810   | 842   | 910   | 551   | 41       |
| Жінки    | 1356        | 688   | 688   | 852   | 891   | 982   | 667   | 83       |

## Суміжні округи
- Вейн — північний схід
- Ґрін — схід
- Джордж — південний схід
- Стоун — південь
- Форрест — захід
- Джонс — північний захід

## Виноски
1. ↑  U.S. Decennial Census. United States Census Bureau. Архів оригіналу за 2 серпня 2018. Процитовано 6 листопада 2014.
2. ↑  Historical Census Browser. University of Virginia Library. Архів оригіналу за 11 серпня 2012. Процитовано 6 листопада 2014.
3. ↑  Population of Counties by Decennial Census: 1900 to 1990. United States Census Bureau. Архів оригіналу за 28 грудня 2014. Процитовано 6 листопада 2014.
4. ↑  Census 2000 PHC-T-4. Ranking Tables for Counties: 1990 and 2000 (PDF). United States Census Bureau. Архів оригіналу (PDF) за 18 грудня 2014. Процитовано 6 листопада 2014.
5. ↑  State & County QuickFacts. United States Census Bureau. Архів оригіналу за 7 червня 2011. Процитовано 5 вересня 2013.(англ.) Наведено за англійською вікіпедією.
6. ↑  American FactFinder. Бюро перепису населення США. Архів оригіналу за 26 лютого 2012. Процитовано 31 січня 2008.

| США | Це незавершена стаття з географії США. Ви можете допомогти проєкту, виправивши або дописавши її. |